# Fossombronia lophoscypha
Fossombronia lophoscypha är en bladmossart som beskrevs av Gabriela Gustava Hässel de Menéndez. Fossombronia lophoscypha ingår i släktet bronior, och familjen Fossombroniaceae. Inga underarter finns listade i Catalogue of Life.